# W40
Pour les articles homonymes, voir W40 (homonymie).
La W40 était une ogive atomique américaine développée à la fin des années 1950 et mise en service de 1959 à 1972. Elle était du type fission avec suralimentation par fusion (mais ce n'était pas une ogive thermonucléaire).

## Historique
Le besoin urgent d’améliorer les défenses aériennes en raison des vulnérabilités perçues du Strategic Air Command en 1950 a entraîné divers projets américains. L’un de ces projets était le concept de 1951 qui consistait à ajouter une ogive nucléaire au missile sol-air Bomarc prévu par Boeing. Voilà qui exigeait de réduire la taille des armes nucléaires existantes au point que celles‑ci puissent être insérées dans une cellule d’un diamètre inférieur, et cette technologie n’avait pas encore vu le jour. L’autre projet, qui avait pour nom de code HEAVENBOUND, visait à examiner les exigences relatives à une ogive légère de faible rendement. En 1953, la faisabilité des deux projets a été établie et, en 1954, les Joint Chiefs of Staff (JCS) ont donné leur approbation pour que l’on réalise ces projets et que l’on explore d’autres pistes
Le projet HEAVENBOUND a donné lieu à l’ogive W25, que la Douglas Aircraft Company a combiné à sa roquette à lanceur aérien, ce qui a donné le MB1 Génie testé en 1957.
L’élaboration du Bomarc et de son ogive était beaucoup plus lente. En effet, Boeing devait composer avec des techniques avancées, mais embryonnaires,
En 1953, l’Atomic Energy Commission et l’USAF se sont penchées sur plusieurs possibilités, sachant que l’ogive devait être de 18 pouces [45,7 centimètres (cm)] de diamètre et de 30 pouces [76,2 cm] de longueur et peser 250 livres [113,4 kilogrammes (kg)]. À un certain moment, on a pensé utiliser l’ogive W‑25 du Génie pour le Bomarc, en augmentant toutefois son rendement.
Cependant, au cours de la série d’essais réalisés en 1954 et en 1955, certaines percées « ont révélé la pertinence d’obtenir de plus hauts rendements nucléaires » et « les changements technologiques qui ont mené à des conteneurs plus petits et plus légers ». Ces deux éléments ont mené à la conception initiale de l’ogive W‑40 en 1956. Tous les développements qui ont eu lieu à ce moment ont eu des répercussions sur l’avenir des paramètres de la W40 : les dimensions définitives de celle‑ci furent de 17,9 pouces [45,4 cm] de diamètre et de 31,64 pouces [80,36 cm] de longueur, mais l’ogive pesait 350 livres [158,7 kg]. Elle pesait donc 100 livres [45,3 kg] de plus que ce qui avait été indiqué. Il y eut divers retards, mais les premières W‑40 furent disponibles pour les missiles Bomarc en septembre 1959, malgré un débat sur les règles de sécurité qui a reporté la « combinaison » à mai 1960.
Un total de 340 ogives pour les Bomarc sont construites entre septembre 1959 et mai 1962.

## Description
Il semble que cette arme nucléaire tactique conçue par le Los Alamos National Laboratory était composée du primaire nucléaire Python que l'on retrouve dans la B28, la W28 et la W49.
La W40 avait un diamètre de 18 pouces (45,7 cm) et mesurait 32 pouces (81 cm) de long, pour un poids d'environ 385 livres (174,6 kg). 
Elle avait une puissance réglable de 1,7 à 10 kilotonnes.
La W40 était embarquée à bord du missile sol-sol MGM-18 Lacrosse et du missile sol-air CIM-10 Bomarc, 400 exemplaires étant destiné à ce dernier.